# Streekmuseum Hansenhof
Het Streekmuseum Hansenhof is een cultuurhistorisch museum in Velden, een dorp in de Noord-Limburgse gemeente Venlo. Het ligt in de buurtschap Hasselt.

## Geschiedenis
In 1510 stond er hier reeds een boerderij.
In 1803 werd nieuwe Saksische boerderij gebouwd die in 1971 afbrandde. In 1983 brandde een oude schuur af. De ruïne werd verkocht en herbouwd.
In 1987 werd werd het hallenhuis officieel heropend.
In 1992 werd er een bakhuis gebouwd.

## Collectie
De collectie bestaat uit oude foto's, bidprentjes, en diverse gebruiksvoorwerpen en bodemvondsten uit de voormalige gemeente Arcen en Velden. Daarnaast worden diverse oude beroepen uitgebeeld, die in de streek voorkwamen.